# Religija u Maroku
Religija u Maroku obuhvaća niz religijskih skupina, ali 99% populacije Maroka su muslimani.
Islam je većinska i Ustavom državna religija u Maroku. Velika većina muslimana u Maroku su suniti. Kralj Maroka tvrdi da ima legitimitet potomka islamskog proroka Muhameda.
Druga najveća religija u zemlji je kršćanstvo, koja je bila prisutna prije dolaska islama. Samo manji dio nekadašnjeg broja Židova je ostao u zemlji, a mnogi su se preselili u Izraelu. Marokanski Ustav jamči slobodu vjera, a priznaje jedino islam kao državnu religiju.

## Islam
Oko 99% Marokanaca su muslimani, a Članak 6. marokanskog ustava navodi da je islam službena religija države. Kralj Maroka tvrdi da ima legitimitet potomka islamskog proroka Muhameda. Odnosi između sunita i šijita u posljednjih nekoliko godina su sve više zategnuti.

## Kršćanstvo
Kršćanstvo u Maroku je religijska manjina. Kršćani u Maroku čine oko 1.1% (~380,000) populacije (34,859,364 - 2009. procjena). Većina njih su rimokatolici i protestanti. Propovjedanje kršćanstva muslimanima je zakonski kažnjivo. Također nije dozvoljeno dijeliti kršćansku literaturu. Iako prelazak s islama na drugu religiju nije zakonski kažnjivo, ipak kršćani s muslimanskom pozadinom su pod pritiskom društva i pod socijalnom izolacijom. Iz straha prema represijama često prakticiraju svoju kršćansku vjeru u tajnosti.

## Judaizam
Nakon stvaranja židovske države Izrael 1948. godine, broj stanovnika marokanskih Židova znatno je smanjen zbog iseljavanja. Marokanski su Židovi također odselili u druge zemlje, Francusku, Kanadu itd. Ukupno 486.000 Izraelaca su marokanskog podrijetla, dok se procjenjuje da je u Maroku ostalo živjeti samo oko 6.000 Židova.

## Bahaizam
Bahaizam započinje sa svojim misijama u Maroku 1946. godine, dok je zemlja još uvijek pod kolonijalnim vlastima. U ranim 1960-im, nedugo nakon osamostaljenja, izvršena su masovna uhićenja i ubojstva bahaista. Većina procjena računa kako danas u Maroku živi oko 150 i 500 bahaista.